# Punch-Out!!
Punch Out är ett boxningsspel från Nintendo, skapat som arkadspel 1984 och även släppt till NES under 1987. Sista motståndaren är Mike Tyson, en boxare från USA som även i verkligheten var en framgångsrik boxare under 1980-talet. När hans kontrakt med Nintendo gick ut byttes han i senare utgåvor ut mot en som kallades Mr Dream. Spelets övriga 12 motståndare är alla fiktiva och uppdelade i 3 olika nivåer. Titelhållarna för de olika nivåerna är Piston Honda, Bald Bull och Super Macho Man.